# П'єр Делоне
П'єр Делоне (фр. Pierre Delaunay) — французький футбольний функціонер. Син Анрі Делоне. 2-ий генеральний секретар УЄФА. Він зайняв місце свого батька після його смерті в 1955 році. Він одночасно був і генеральним секретарем Федерації футболу Франції (1956 — 1968) і генеральним секретарем УЄФА (1955 — 1960).